# Popular Mechanics

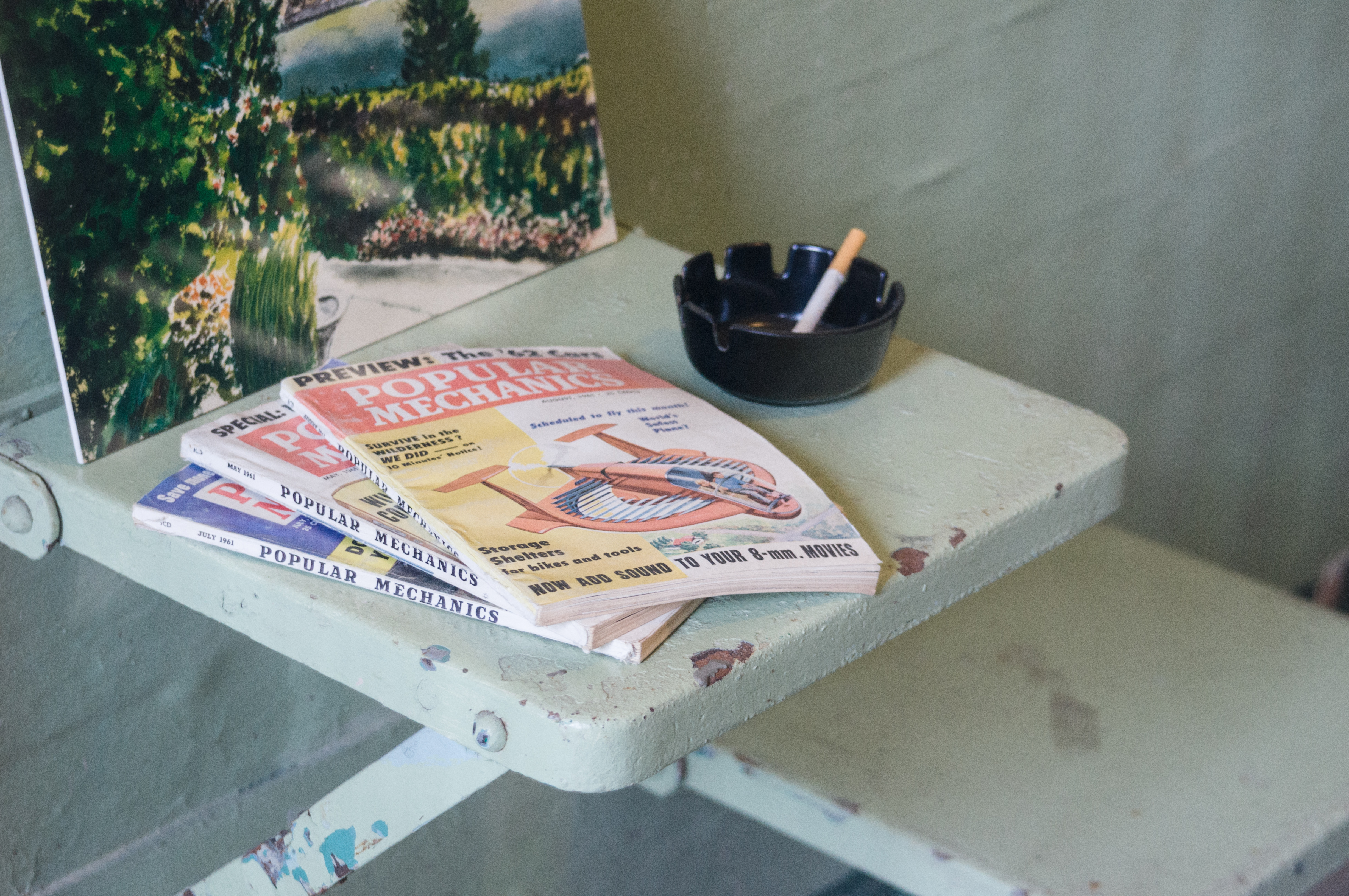
Popular Mechanics magazines at a prision ward of Alcatraz Federal Penitentiary.

Popular Mechanics este o revistă de știință americană înființată în anul 1902. Revista a fost cumpărată în anul 1950 de trustul de presă Hearst Corporation. Tirajul revistei în anul 2007 a fost de 1.232.138 de exemplare.